# Charlie Musselwhite

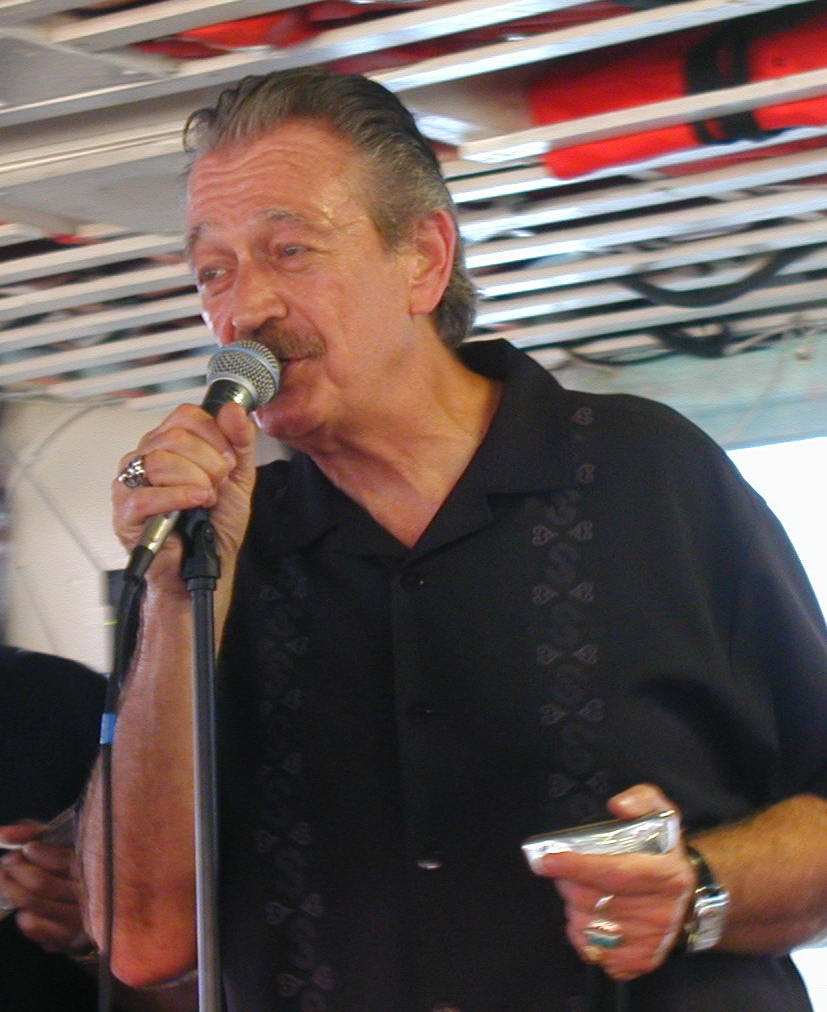
Charlie Musselwhite, 2003

Charlie Musselwhite (* 31. Januar 1944 in Kosciusko, Mississippi) ist ein US-amerikanischer Blues-Musiker (Mundharmonika, Gitarre, Gesang). Sein Markenzeichen ist sein ausdrucksstarkes und zugleich technisch hervorragendes Mundharmonikaspiel, das ihn weltweit zu einem der besten Mundharmonikaspieler macht. Er wurde das Vorbild für Dan Aykroyds „Blues Brother Elwood“.

## Biografie
Musselwhite erlebte Memphis, als dort der Rock ’n’ Roll geboren wurde. Unter dem Eindruck von Musikern wie Elvis Presley und Jerry Lee Lewis lernte er Mundharmonika und Gitarre spielen. Will Shade von der Memphis Jug Band wurde sein musikalischer Ziehvater. Sein Geld verdiente Musselwhite mit Whiskeyschmuggel.
Mit 18 Jahren zog Musselwhite nach Chicago, wo er Arbeit zu finden hoffte. Hier kam er mit dem „elektrischen“ Blues in Berührung. Er spielte mit Legenden wie Muddy Waters, Howlin’ Wolf und John Lee Hooker. Big Walter Horton, selbst ein Schüler von Will Shade, nahm ihn unter seine Fittiche.
1967 nahm Musselwhite mit eigener Band sein Debütalbum Stand Back! auf. Der Erfolg führte ihn nach Kalifornien, wo er blieb und die Hippieszene in und um San Francisco mit seinem Blues bereicherte.
Im Laufe seiner Karriere hat Charlie Musselwhite über 20 eigene Alben aufgenommen und war an zahlreichen Aufnahmen bekannter Kollegen beteiligt, darunter Bonnie Raitt, Tom Waits und INXS. Musselwhite spielte häufig mit John Lee Hooker, der auch sein Trauzeuge war. 2022 legte er das Album Mississippi Son vor.
Charlie Musselwhite erhielt etliche Auszeichnungen, darunter 14 W. C. Handy Awards, einen Grammy (für das Album Get Up! zusammen mit Ben Harper) sowie sechs weitere Grammy-Nominierungen. 2010 wurde er in die Blues Hall of Fame der Blues Foundation aufgenommen.